# John Carmichael (homme politique)
Pour les articles homonymes, voir John Carmichael et Carmichael.
John Carmichael (né le 14 février 1952 à Toronto en Ontario) est un homme politique canadien

## Biographie
Il est élu à la Chambre des communes du Canada lors de l'élection fédérale du 2 mai 2011. Il représente la circonscription électorale de Don Valley-Ouest en tant que membre du Parti conservateur du Canada de 2011 à 2015. Lors des élections générales de 2015, il a été défait par Rob Oliphant du Parti libéral du Canada.

## Résultats électoraux
|       | Candidat          | Parti        | # de voix | % des voix |
|       | John Carmichael   | Conservateur | +22 962,  | 42,93 %    |
|       | (x) Rob Oliphant  | Libéral      | +22 351,  | 41,79 %    |
|       | Nicole Yovanoff   | NPD          | +06 280,  | 11,74 %    |
|       | Georgina Wilcock  | Vert         | +01 703,  | 3,18 %     |
|       | Dimitris Kabitsis | Communiste   | +00186,   | 0,35 %     |
| Total | Total             | Total        | 53 482    | 100 %      |